# Yekaterina Yúrieva
Yekaterina Valérievna Yúrieva –en ruso, Екатерина Валерьевна Юрьева– (Chaikovski, 11 de junio de 1983) es una deportista rusa que compitió en biatlón.

## Palmarés internacional
| Campeonato Mundial | Campeonato Mundial | Campeonato Mundial | Campeonato Mundial |
| Año                | Lugar              | Medalla            | Prueba             |
| ------------------ | ------------------ | ------------------ | ------------------ |
| 2008               | Östersund (Suecia) | Medalla de oro     | Individual         |
| 2008               | Östersund (Suecia) | Medalla de plata   | Persecución        |
| 2008               | Östersund (Suecia) | Medalla de bronce  | Salida en grupo    |